# Matematikafilozófia

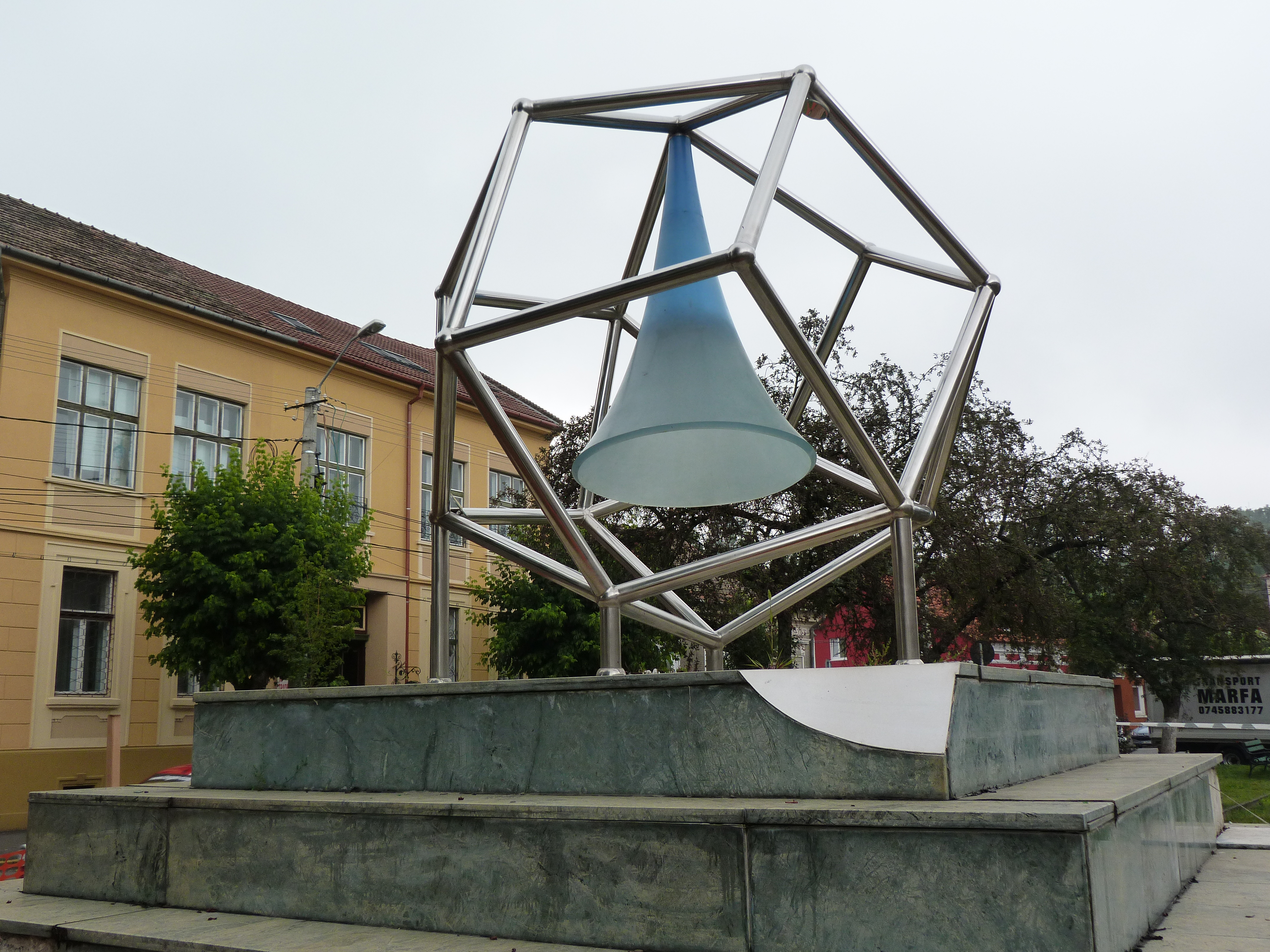
Matematikaszobor Marosvásárhelyen

A matematikafilozófia a filozófia azon ága, mely a matematikával foglalkozik (szemben a tudománnyal mint olyannal általában foglalkozó tudományfilozófiával, melynek nem tárgya külön a matematika természete, és ami nem jelenti külön egy-egy tudományág vizsgálatát), a matematikafilozófia az ún. genitivus-filozófiák közé tartozik, és a matematika filozófiai vonatkozásaival foglalkozik.

## A matematikafilozófia főbb területei
- Metafizikai természetű kérdések

Mik a számok? Mi a pont, az egyenes, a sík? Mi a halmaz? Mi a jelentése a matematikai tételeknek, fogalmaknak?
- Ontológiai vonatkozások

Mindig is léteztek matematikai természetű objektumok (azaz felfedezhetők), vagy fel kell őket találni? Biztosan létezik egy matematikai objektum, amit meg tudunk nevezni, vagy meg is kell azt alkotnunk (konstruálnunk)? Létezik-e végtelen?
- Episztemológiai problémák

Mi a matematikai igazságok felismerésének módja? Milyen módon juthatunk el az igazsághoz? Dedukcióval vagy heurisztikus módon jutunk-e el a tételekhez? Eljuthatunk-e a teljes igazsághoz? Vannak-e korlátai az emberi elmének? Mitől működik a matematika (azaz miért alkalmazható olyan jól a fizikában és a műszaki tudományokban)?
- Metodológiai kérdések

Mik a matematikai érvelések elfogadott formái? Hogyan szervezzük rendszerbe a matematika tudományát? Mi a matematika tudománya? Milyen a matematika „hétköznapi arca”, ahogy a matematikusok látják? Milyen a „születőfélben lévő” matematika? Milyen hatással van a matematikai elméletek tartalmára az a mód, ahogyan számolunk, ahogyan szerkesztünk, ahogy felépítjük a matematika világát? Milyen hatással van ugyanerre az, ahogyan az elméletek, bizonyítások, új matematikai fogalmak létrejönnek? Összegezve milyen hatással van a matematikai elméletek tartalmára a matematikai gyakorlat?
- Metamatematika – A matematika megalapozásának problémái

Mire épül a matematika? A logikára? Ha az nem elég, akkor milyen elmélettel kell kiegészítenünk a logikát, hogy minden matematikai területet elérhessünk egy egységes elmélet keretei között?
Ha a matematika területei formális, axiomatikus, deduktív rendszerek, akkor bebizonyítható-e az ellentmondásmentességük? Meddig terjed a kifejezőképességük? Miért pont azok az axiómák, amik? Adekvát módon írják-e le a formális rendszerek az elméletek szándékolt jelentését?
- Tudományfilozófiai kérdések

Hogyan fejlődik a matematika? Adódhatnak-e a matematika történetében forradalmak, és ha igen, voltak-e paradigmaváltások? Valóban örök érvényűek a matematikai igazságok? Ha igen, akkor miért fogalmazzák újra a matematikai tételeket a különböző korok az aktuális szigorúsági standardoknak, a megismert új elméleteknek és fogalmaknak megfelelően? Mi változik és mi marad állandó ezekben a folyamatokban? Befolyásol(hat)ják-e az elme- és nyelvfilozófiai, a kognitív pszichológiai, pedagógiai és didaktikai eredmények a matematikáról alkotott képünket?

## Tudománytörténeti előzmények
Ebben a szakaszban a matematika és a logika történetének olyan mozzanatait soroljuk fel, amelyek hozzájárultak a mai matematikafilozófia képének kialakulásához.
- A Kr. e. V. – IV. században a görög matematika fénykorában a matematika önálló tudománnyá vált, kialakult az axiomatikus-deduktív tárgyalásmód, mely azóta is jellemző a matematika módszertanára.
- A Kr. e. II. -Kr. u. IV. századokban előtérbe kerül a tételek felfedezésének és bizonyításának módszertana. Arkhimédész majd Papposz olyan műveket ír, mely rámutat arra, hogyan fogalmazhatjuk meg és bizonyíthatjuk be sejtéseinket. Ezt matematikai heurisztikának nevezzük.
- XVII. – XVIII. sz. – Descartes, Leibniz és Kant filozófiájukban nagy szerepet szánnak a matematikának. Mindegyiküknél a tudományok egyfajta mintapéldája a matematika, bár mindegyiküknél másképpen. Descartes a körültekintő tárgyalásmódot, Leibniz a nyelvi pontosságot, Kant pedig az abszolút igazságát méltatja.
- A XIX. század közepe a modern matematikafilozófia hajnala. Cauchy és Weierstrass munkássága révén megindul egy új program, melynek célja a matematika megtisztítása a zavart okozó rejtett előfeltevésektől és homályos definícióktól. Ez a „szigorúság forradalma”.
- 1880-1900 – A végső elmélet keresése. Cantor megalkotja a halmazelméletet, Frege pedig a modern formális logikát és a formális axiomatikus aritmetikát (ez utóbbit vele egyidőben Peano is megteszi). Uralkodóvá válik a megalapozási paradigma, mely egy olyan elmélet keresését jelenti, melyen belül a matematika összes ága egyben tárgyalható.
- A XX. század eleje. Köztudomásúvá válik Cantor halmazelméletének és Frege aritmetikájának ellentmondásossága. A megalapozási elv első válsága. Az ellentmondások kiküszöbölését Russell vállalja magára és megalkotja a típuselméletet. Az intuicionisták Brouwer vezetésével a klasszikus logika túl engedékeny szabályait és formális nyelvi voltát okolja az ellentmondások fellépéséért. Hilbert köztes megoldásként megfogalmazza a finitizmus ideológiáját, mely szerint a matematika formális nyelvi elméletek összessége, melyek ellentmondásmentességét egy kitüntetett elmélet, a véges (finit) matematika alapján lehet igazolni. Az elméletek abszolút ellentmondásmentességét ezután az aritmetika tényeinek nagy fokú kétségbevonhatatlansága biztosítaná.
- A harmincas évek. A XX. század harmincas éveiben sorra születnek azok a negatív eredmények, amelyek kétségessé teszik a hilberti finitizmus és a russelli formalizmus tarthatóságát. Gödel első és második nemteljességi tétele súlyos csapást mér mindkét vezető ideológiára. A megalapozási elv második válsága.

## Matematikafilozófia a Gödel-tételek után
A modern matematikafilozófia egyik legnagyobb eredménye Gödel első és második nemteljességi tétele (1931). Gödel tételei csapást mértek – bár nem egyértelmű, hogy mekkorát – mindenféle megalapozási elvre.

### Az első tétel következményei
Gödel első nemteljességi tétele azt mondja ki, hogy:
Minden ellentmondásmentes, a természetes számok elméletét tartalmazó, formális-axiomatikus elméletben megfogalmazható olyan mondat, mely se nem bizonyítható, se nem cáfolható.
Hilbert az aritmetika ellentmondásmentességének bizonyítását feladatul tűzte ki a matematikustársadalom számára. Hasonlóképpen elvárásai közé tartozott, hogy az aritmetikában minden állítás igazságát el tudjuk dönteni levezetéssel. E tétel szerint ez egyszerre nem teljesülhet. Sőt, minden nemtriviális axiomatikus elmélet esetén fennáll a bizonyosságnak eme hiánya. Durván fogalmazva: feltéve, hogy egy matematikai elmélet ellentmondásmentes, mindig megfogalmazható lesz benne olyan kérdés, melyre nem létezik válasz. Amennyiben a tételnek ezt az interpretálását elfogadjuk, az a matematika egy elég zavarbaejtő jellegére mutat rá.

### A második tétel következményei
Gödel második nemteljeségi tétele azt mondja ki, hogy:
Ellentmondásmentes, a természetes számok elméletét tartalmazó, formális-axiomatikus elméletben az 'ez az elmélet ellentmondásmentes' mondatnak megfelelő formális kijelentés nem bizonyítható.
A második tétel sokkal súlyosabb következményekkel jár. Tegyük fel, hogy a T formális-axiomatikus elmélet ellentmondásmentességét szándékozunk bizonyítani. Ezt a bizonyítást a szintén formális-axiomatikus T '  (meta)elméletben tesszük meg. Legyen ennek a Cons(T): 'T ellentmondásmentes' mondat bizonyításának formalizált változata a T ' -beli p lépéssorozat. Ha a p bizonyítás elvégzéséhez szükséges elméleti háttér azonos erősségű a T elmélettel, azaz p lefordítható T nyelvére, akkor T-ben megfogalmazható és bizonyítható lesz Cons(T) fordítása. Márpedig Gödel második nemteljességi tétele azt állítja, hogy nem létezik, Cons(T)-nek bizonyítása, így p fordítása sem lehet az, ami ellentmondás. De az aritmetikát minden megalapozási célra szánt matematikai elméletnek tartalmaznia kell, így ellentmondásmentességének bizonyítását eszerint nem lehet semmilyen azonos erősségű metaelmélet alapján bebizonyítani. Speciálisan: az aritmetika ellentmondásmentességét nem lehet aritmetikai eszközökkel bizonyítani – ahogy azt Hilbert szándékozott volna. (Megjegyezzük, hogy az aritmetika ellentmondásmentességére transzfinit bizonyítást azonban már talált Gerhard Gentzen 1936-ban.)
A Gödel-tételek eredményeként a matematika alapjai kérdésköre kikerült a matematikafilozófia centrális problémái közül. A tételek zavarbaejtő volta miatt nehéz bármit állítani arról, hogy milyen ellentmondásmentes formális elmélet felel meg a teljes matematikának. A Hilbert által életre hívott metamatematika, mely a formális matematikai elméletek elmélete lenne matematikai eredményeit illetően beleolvadt a logikába, illetve filozófiai funkciójától teljesen megfosztva célját vesztette. Úgy tűnik, hogy a matematikusok lemondtak arról a romantikus álmukról, hogy saját tudományuk filozófiáját minden „bölcsészeti pontatlanságtól mentesen” saját maguk, matematikai módszerekkel alkossák meg. A matematikafilozófiának azonban a russelli hagyományt követő analitikus filozófiában kitüntetett szerepe van, minthogy szigorú tudományos nyelvezete miatt nyelvfilozófiai eszközökkel hatékonyan vizsgálható.
Az alábbiakban kitérünk a matematikafilozófia „Gödel utáni” főbb irányvonalaira. Ezek történeti előzményei javarészt megtalálhatók a matematikafilozófia története szócikkben.

## Matematikai realizmus vagy platonizmus

### Matematikai realizmus vagy platonizmus
Ez a matematikaszemlélet a kiemelkedő ókori filozófus Platónról nyerte a nevét. A platóni ideatan az anyagtalan, örök és változatlan lényegek, az ideák birodalmáról szól. Az ideák a valóság ősképei, valójában csak ők léteznek, a látható világ nem valóságos, csak érzéki csalódás. Platón a „vonalhasonlatban” mutatja be az ideák világának viszonyát a földi világ dolgaihoz. Eszerint a világ kétszer két területre tagolódik. A látható dolgok világa: közvetetten észlelhető és közvetlenül észlelhető. A szellem számára hozzáférhető világ: a tudomány területei, például a matematika, és az ideák birodalma.
Platón a nevezetes barlanghasonlatban írja le az ideákhoz való fölemelkedést. Minden, amit szemünkkel látunk, amit érzékeinkkel tapasztalunk csak a tökéletlen árnykép, árnyékvilág. Ahogy a barlangban levő fényforrás a mesterséges tárgyak árnyékát a falra vetíti, valóságosnak tartják a bent élő emberek, ugyanúgy látjuk mi a világ dolgait. Világunk csak tökéletlen mása a valódi létezők, az ideák világának. Még inkább így van ez a matematikai objektumokkal. A homokba rajzolt háromszög csak földi mása „a háromszögnek”.
A matematikára jellemző egyfajta sajátos, nagy fokú objektivitás. Akárki is tesz két kavics mellé még kettőt, akkor négy kavicsot fog kapni. Bármelyik matematikus is végezzen el egy számítást, ugyanazon feltételek esetén, ugyanazon szabályok betartásával ugyanazt az eredményt fogja kapni. Ha mégsem, akkor egy idő után kiderül, hogy hibázott, vagy mégsem teljesen ugyanazokat a szabályokat alkalmazta.
Ez a nagy fokú objektivitás és a természettudományokban és a mindennapi életben történő egyedülálló hatékonyság a matematikusok nagy része számára egyértelmű jele annak, hogy a matematikai objektumok tőlünk független létező dolgok; bár nem fizikai tárgyakként, de objektív létezőként világunk részei. Ezt az ontológiai állásfoglalást nevezhetjük matematikai realizmusnak (más tudományok esetén, például a fizika, vagy az etika esetén szintén beszélhetünk realizmusról) illetve (kifejezetten a matematikára vonatkoztatva) platonizmusnak.
Figyeljünk föl arra, hogy a realizmus fő problematikája nem az, hogy a matematikai objektumok hol vannak. Nyilvánvaló ugyanis, hogy például a szabadsághoz való jog, a Magyar Köztársaság Alkotmánybírósága, objektív módon létezik, tulajdonságaik, viselkedésük vizsgálhatóak, elemezhetőek. A platonizmus alapfeltevése, hogy a matematikai objektumokra vonatkozó állítások igaz és hamis volta tőlünk függetlenül meghatározott. Minden kijelentés vagy igaz, vagy hamis, legfeljebb ez az igazságérték az ember számára nem elérhető. A platonizmus számára a kétértékűség elve evidencia. A platonista szemlélete tehát az, hogy a matematikai igazságokat feltárjuk, megállapítjuk, felfedezzük mintsem feltaláljuk vagy megalkotjuk.
A platonisták közé tartozott René Thom, Kurt Gödel.

### Frege platonizmusa
Gottlob Frege, az első „hivatásos” matematikafilozófus határozottan platonista volt, mint ahogy az a következő idézetből is kitűnik:
„A botanikus éppúgy valami ténylegeset kíván megállapítani, amikor egy virág sziromleveleinek számát adja meg, mint amikor a színét. Az egyik éppoly kevéssé függ a mi önkényünktől, mint a másik. Fennáll bizonyos hasonlóság a számosság és a szín között; de ez nem abban van, hogy mindkettő érzékileg észlelhető külső tárgyakon, hanem hogy mindkettő objektív.
Azt, hogy objektív megkülönböztetem attól, hogy kézzelfogható, térbeli, valóságos. A Föld tengelye, a Naprendszer tömegközéppontja objektív, de nem szívesen nevezném valóságosnak. Az Egyenlítőt gyakran nevezzük elgondolt vonalnak; de hamis volna kigondolt vonalnak nevezni; nem gondolkodás által keletkezett, nem lelki folyamat eredménye, hanem csupán arról van szó, hogy gondolkodás által ismerjük fel, ragadjuk meg. Ha az ismertté válás keletkezés volna, akkor semmi pozitívat nem jelenthetnénk ki róla arra az időre vonatkozólag, amely megelőzi ezt az állítólagos keletkezést.”
G. Frege, Az aritmetika alapjai
A logika, az aritmetika és az euklideszi geometria tételeit „másodszintű” (vagy „felsőbb szintű”) természettörvényeknek gondolta, mint a fizika törvényeit. Míg a fizika törvényei természettörvények, és az emberi szellem birodalmának objektív tartalmú részei, addig a logika vagy az aritmetika törvényei ennek az utóbbi birodalomnak – szintén objektív jellegű – törvényei. Míg a fizika fogalmai az anyagi valóságból erednek (tárgyakról szólnak), addig a logikai fogalmak a fogalmak valóságából erednek. Vagyis a logikai és aritmetikai törvények a természettörvények törvényei.

### Gödel platonizmusa
Kurt Gödel saját tételeinek következményei hatására vált platonistává, eredményeit úgy interpretálta aminek szükségszerű következménye a platonizmus elfogadása lett. (Tegyük hozzá, hogy Gödel elismeréssel viseltetett azok iránt, akik kiegészítették illetve élesítették tételeit. Nagy jelentőséget tulajdonított annak az átfogalmazásnak, miszerint ellentmondásmentes aritmetikában van olyan diofantoszi egyenlet, mely nem megoldható, azaz nincs olyan véges eljárás, mely megkeresné a megoldásait.)
Gödel élesen kettéválasztja a valódi vagy objektív matematika
fogalmát és a szubjektív matematika fogalmát. Szubjektív matematika alatt olyan elméletet kell érteni, amely valamely formális rendszer keretein belül rekonstruálja az összes eddig ismert matematikai állítást (ilyen például egyesek szerint a halmazelmélet), mellyel szemben a valódi értelemben vett matematika határait nem korlátozzák az ember által létrehozott sáncok. Gödel álláspontja szerint a valódi matematika gazdagságát nem érheti föl az emberi ész, de fontos hozzátennünk, hogy ezen kijelentését egyáltalán nem valami szentimentális közhelyként teszi, hanem tételei következményeként vezeti le. A valódi matematikára jellemző egyfajta kimeríthetetlenség, melyhez a következő két pont alapján juthatunk el.
1. Ha a szubjektív matematika axiómáit valamely véges módszerrel generálni tudnánk, akkor sem állíthatjuk, hogy ismerjük a matematikát, mert ekkor a rendszer ellentmondásmentességét kifejező állítás nem lesz levezethető (amennyiben az egyáltalán ellentmondásmentes).
2. Hasonlóképpen, a valódi matematika is kimeríthetetlen, mert bár a konzisztenciaállítás igaz, de nem levezethető, így az emberi elme számára fel nem tárható (Gödel nyilvánvalónak tekinti, hogy a valódi értelemben vett matematika ellentmondásmentes, hiszen megvalósul).
Ez azt jelenti, hogy ha a matematika emberi alkotás lenne, akkor ismernünk kellene minden tulajdonságát, ami koránt sincs így. Ha ugyanis bár, mi teremtettük volna, de nem ismernénk pontosan működését, az csak úgy lehet, ha működése közben olyan jelenségek is fellépnek, amiket nem vettünk számításba. Ezek szintén valami tőlünk független befolyás lennének, ami ily módon szintén nem általunk alkotott létezők realitását, azaz a platonizmust igazolja.
A platonista álláspont a nemteljességi tételek fényében megengedi, hogy olyan állítások is igazak legyenek, melyeket nem tudunk bizonyítani (és cáfolni sem). Amennyiben az igazságértékek metafizikai meghatározottsággal bírnak, akkor az emberi elme képes lehet ezeknek az igazságoknak a felismerésére az intuíció révén. Gödel elképzelhetőnek tartja, hogy a távoli jövőben az ilyen állítások igazságát egyfajta nem matematikai indukcióval ismerhessék fel a matematikusok (ahogy az például a fizikában megszokott).
(Megjegyezzük, hogy a platonizmus védelmében és a formalizmus ellenében vetik fel azt az érvet, hogy a Fermat-sejtést évszázadokon át nem tudták korrektül bizonyítani, holott annak igaz volta minden matematikus számára, intuitív szinten teljesen bizonyosnak tűnt.)

### H. Putnam: realizmus, ami nem platonizmus
Putnam szerint lehet úgy a matematika állításainak előre meghatározott értékét biztosítani, hogy közben nem kell feltennünk a matematikai tárgyak létezését. Putnam ezt a lehetséges világok szemantikájának, a modális logika szemantikájának gondolata alapján állítja. Gödel teljességi tétele értelmében ugyanis egy T elsőrendű elmélet akkor és csak akkor ellentmondásmentes, ha van modellje. Ha tekintjük a T elmélettől kissé eltérő (kissé különböző axiomatizálású) elméletek összes lehetséges modelljeinek összességét, akkor T modellje ebben egy olyan lehetséges világ, melyben T axiómái igazak. Természetesen mindannyian óhajtjuk, hogy a matematika (gödeli értelemben vett valódi matematika) ellentmondásmentes legyen, így legyen modellje. Ez azt jelent, hogy axiómarendszere valamely lehetséges világban igaz, azaz a matematika tételei lehetséges igazságok, a matematika objektumai pedig modális egzisztenciával bírnak. Putnam állítása szerint tehát a matematika a lehetőségek és lehetetlenségek tudománya, azt mondja meg, mely állítások lehetségesek és melyek nem. Ez nagy fokú objektivitást és az igazságértékek terén teljes meghatározottságot biztosít a matematikai tételeknek, mindamellett nem kell feltételeznünk semmilyen valós létezést.

## Formalizmus
A történeti formalizmus erős formája a Gödel-tételek következményeként meglehetősen nagy veszteséget szenvedett. Mind Russell, mind Hilbert formalizmusa súlyos ideológiai képekkel terhelt elméletek voltak. Russell formalizmusának hátterében a logicista filozófia, Hilbertében a finitizmus állt. Mindkettőjük hitt azonban a matematika végső alapokra helyezésében, azaz egy olyan formális szuperelmélet létében, melyben az egész matematika formalizálható. (Ezt Russell a Principa Mathematica logikai rendszerében szándékozott megtenni, Hilbert pedig a finit aritmetikában). A legdestruktívabb csapást Gödel tételei az ezekhez hasonló, fundamentalista-formalista elméletekre mérte, bebizonyítva, hogy egy ilyen formális matematikai szuperelmélet ellentmondásmentességét sohasem leszünk képesek igazolni.
Ami Gödel után a formalizmusból maradt, az a modellelmélet gondolatköre. Ez a mindenféle logikákkal és ideológiákkal szemben rendkívüli toleranciával viseltető álláspont a matematikát sok formális axiomatikus elmélet együtteseként képzeli el, melyeket nem vezet vissza egyetlen elméletre. Egy matematikai elmélet létjogosultságát az biztosítja, ha formalizálható. Ez teszi egzakttá az adott részterület megállapításait. A halmazelméletnek sincs kitüntetett szerepe, pusztán segít megfogalmazni a matematikai részterületek állításait és nagy hasznát vehetjük a formalizált elméletek axiómáinak logikai vizsgálatánál. Szemben a halmazelméleti realistákkal (például a Bourbaki-csoport véleményével) a formalizmus egyáltalán nem tekinti a halmazelméleti függvényeket az analízis függvényeinek, vagy az euklideszi teret R3-nak (a valós számhármasok lineáris terének). Ezek csak halmazelméleti modelljei a megfelelő formális fogalmaknak. A formalizmus alapeszméje, hogy a matematika struktúrák összessége, melyek vagy önállóan állják meg a helyüket (értsd: végesen vagy rekurzívan axiomatizálhatóak egy formális elmélet keretében), vagy a halmazelmélet illetve a kategóriaelmélet egy elmélettöredékének minősülnek. Lényegében még az sem szükséges követelmény, hogy egy elmélet axiomatizálását kivitelezzük, elegendő, ha igazolható az axiomatizálhatóság ténye.
A kortárs formalizmus megtartotta Russell azon álláspontját, hogy a matematikai állítások nem jelentenek semmit. Ugyan van kapcsolatuk a fizikai világgal, de alapvetően olyan absztrakt kijelentések, melyek legfeljebb önmagukban hordozhatják jelentésüket. A jelentésre azonban egy formalistának amúgy sincs szüksége, mert egy tétel igazságát a formális levezetéséből nyeri és nem a jelentéséhez való viszonyából.
A formalizmus modellelméleti kapcsolata elvezet egy másik, mai matematikafilozófiai elmélethez, a strukturalizmushoz.

## Strukturalizmus
A strukturalizmus nem kisebb kérdés megválaszolására vállalkozik, mint arra, hogy mi a matematika. A strukturalisták szerint a matematika a struktúrák, minták, mintázatok elmélete. Ez a gondolat a geometria algebrizálása Klein-féle programjának, az erlangeni programnak kiterjesztése a matematika egészére. Felvethető ugyanis a kérdés, hogy a régen számok, geometriai alakzatok és végtelen kis és nagy mennyiségek tudományaként aposztrofált matematikát mi tartja össze, mitől lesz egységes tudomány a diszkréttől a folytonosig, a láttathatótól a szinte elképzelhetetlenig terjeszkedő matematikai ismeretanyag. A strukturalisták rámutatnak, hogy a matematika összes területén algebrai, relációs és topologikus struktúrákat találunk, és ezek az újra és újra előbukkanó ismerős szerkezetek (csoportok, relációk, topologikus entitások) egyáltalán nem jelentkezhetnek véletlenül. Adódnak azonban makacs fogalmak, például a természetes számok, melyek ellenállnak a struktúraként történő jellemzés kísérletének. Sikerült azonban a kategóriaelméletben modellezni a természetes számokat, a természetesszám-objektumokat, így bebizonyosodott, hogy a számok is lényegében matematikai struktúrák.

### Bourbaki halmazelméleti realizmusa
A Bourbaki-csoport fogalmazta meg először azt, hogy a struktúráknak alapvető szerepe van a matematika egységes szemlélete szempontjából. Mindezt szigorúan a halmazelmélet fogalmaival definiált struktúrákra értették és ragaszkodtak ahhoz a látásmódhoz, hogy:
a matematika egyenlő a halmazelmélettel.
Ezzel ugyan a strukturalizmus előfutáraivá váltak, de Gödel tételeivel szembeni ellenállásuk kiszorította őket a progresszív irányzatok közül. A burbakisták Gödel eredményeit figyelemreméltó, de a matematika halmazelméleti megalapozását nem érintő kijelentéseknek minősítették. Mivel Bourbaki szerint minden matematikai entitás halmazelméleti, ezért Gödel bizonyítása is csak a halmazelméletben jön létre, így csak a halmazelméletben modellezett halmazelméletről állíthat bármit is. Ez szerintük egyáltalán nem zárja ki azt, hogy valaha külső (például finit) módszerekkel igazolhassuk a halmazelmélet ellentmondásmentességét. Bourbaki véleménye filozófiai szempontból vitatható, de a matematika szemszögéből senki sem tagadhatja meg tőlük, hogy a matematikára nem másra, mint a halmazelméletre gondoljanak.

### Kategóriaelméleti strukturalizmus
A strukturalizmus tekinthető a formalizmus felől is. A formalizmus modern filozófiailag elkötelezetlen gondolata összefér azzal az elképzeléssel, hogy a matematika a struktúrák elmélete. Ebből a szemszögből a halmazelméletnél jobb kiindulópontot nyújt a kategóriaelmélet, melyet pont az algebrai struktúrák összességének külső vizsgálatára hoztak létre. A kategóriaelmélet a strukturalizmusban ugyanazt a szerepet tölti be, mint a formalizmusban a halmazelmélet. Ezért is dolgozták ki (egyfajta alternatív megalapozási elméletként) a kategóriaelméletre épülő logikát.

## Verifikacionizmus
A verifikacionizmus a történeti intuicionizmus, elsősorban Dummett és Prawitz-féle újraértelmezése, a klasszikus logikával kapcsolatban toleránsabb formában. Nem a kizárt harmadik törvényének elvetésére teszi a hangsúlyt, hanem arra, hogy a matematikai tételek jelentését (és egyfajta episztemikus igazságát) a bizonyításunk határozza meg. A verifikacionista álláspont tehát szorosan kapcsolódik a formalizmushoz, amennyiben a formális bizonyításokat tekinti az érvényesség egyetlen feltételének, de a formalizmussal szemben metafizikai tartalmat is hordoz, amennyiben tagadja az igazságértékek valós létét. Eszerint az álláspont szerint az állítások három kategóriába sorolhatók: bizonyíthatók, cáfolhatók és kontingensek (se ez, se az).

## Külső hivatkozások
- A matematika észszerűtlen hatékonysága. Részlet Stanislas Dehaene: „A számérzék – Miként alkotja meg az elme a matematikát?” című könyvéből
- Ian Stewart: 2050 matematikája
- Stewart Shapiro: The Oxford Handbook of M.philosophy
- Paul Ernest: The Philosophy of Mathematics Education E-könyv, Pdf.
- John D. Barrow: A semmi könyve. A nulla kialakulásától a kvantumvákuumig; ford. Erdeős Zsuzsanna; Akkord, Bp., 2005 (Talentum tudományos könyvtár)
- Tóth Imre: Szabadság és igazság. Matematikai gondolkodás és filozófiai elmélkedés; ford. Gosztonyi Katalin; Typotex, Budapest, 2011 (Radikális gondolkodók)
- Prancz Zoltán: A valószínűségtől a bizonyosságig. Megfejthetők-e Pascal Gondolatai?; Oltalom Alapítvány, Budapest, 2012
- John D. Barrow: 100 alapvető dolog, amiről nem tudtuk, hogy nem tudjuk. A matematika választ ad a rejtélyekre; ford. Erdeős Zsuzsanna; Akkord, Budapest, 2013
- Alain Badiou: Lét és esemény; ford. Csordás Gábor; KRE–L'Harmattan, Budapest, 2021 (Rezonőr)

### Ismertebb platonista matematikusok
- Connes, A.
- Gödel, K.